# Elis Nilson
Elis Bernhard Adolf Nilson, född 1 juni 1842 i Hardeberga församling, Malmöhus län, död 31 maj 1898 i Ystad, var en svensk militär och riksdagsman.
Efter studentexamen i Lund 1859 inledde Nilson en karriär vid södra skånska infanteriregementet som underlöjtnant 1961, andra adjutant 1865, första adjutant 1869, löjtnant 1871, kapten 1878, major 1892 och överstelöjtnant och första major 1895.
Nilson var ledamot av andra kammaren från 1888 för Ystads, Skanör-Falsterbo och Trelleborgs valkrets och från 1897 för Ystads valkrets. Han var suppleant i bevillningsutskottet 1891-1896 och ordinarie ledamot där 1897 och 1898.